# Тони, Грегори
Гре́гори Тони́ (фр. Gregory Tony; род. 27 мая 1978 года, Saint-Raphael, Вар, Франция) — французский профессиональный боксёр, выступавший в супертяжёлой весовой категории. Двукратный чемпион Европы по кикбоксингу и двукратный чемпион мира по муай-тай. Кузен боксёра Говарда Косполита.

## Кикбоксинг
- 2008 King Of The Ring КО World Series в Окленде
- 2007 K-1 Rules
- 2006 K-1 Canariasн
- 2006 ISKA Intercontinental Freestyle Правила чемпионом
- 2005 K-1 Гран-при Франции
- 2003 K-1 World Grand Prix чемпион
- 2002 K-1 World Grand Prix чемпион
- 2001 WIKDF интерконтинентальный чемпион
- 2000 WPKA чемпион Европы
- 2000 WPKA любительский европейский чемпион по кикбоксингу
- 2000 Чемпион Франции
- 1996 Чемпион Франции
- 1995 Чемпион Франции

Провёл 88 поединков. 74 победы (54 нокаутом). 14 поражений.

## Тайский Бокс
- 2005 WKBC чемпион мира (1 раз защитил титул)
- 2000 Чемпион Франции
- 1999 Чемпион Франции
- 1996 Чемпион Франции

## Профессиональная боксёрская карьера
На профессиональном ринге дебютировал в декабре 2006 года. К 11-му поединку вышел на ринг с непобеждённым боксёром из Камеруна, Карлосом Такамом (18-0), и победил его по очкам в 8-раундовом бою.
В августе 2010 года вышел на ринг с другим непобеждённым боксёром, Робертом Хелениусом, и проиграл ему нокаутом в 8-м раунде в поединке за вакантный титул чемпиона Европы по версии EBU-EU.
В мае 2011 года проиграл нокаутом в 1-м раунде кубинцу Майку Пересу. Выиграл последующие 3 поединка в 2011 году, и в 2012 году проиграл нокаутом британцу Ричарду Тауэрсу.